# Centre culturel Les Chiroux
Le Centre culturel de Liège « Les Chiroux » est un centre culturel faisant partie du complexe des Chiroux situé dans le centre de Liège. Le Centre fait partie des centres culturels reconnus par la Communauté française de Belgique.

## Historique
L'ASBL « Les Chiroux » est créée en 1976 et est reconnue comme Centre culturel agréé par la Communauté française en 1986.